# Živko Gocić
Živko Gocić (em sérvio:  Живко Гоцић; Belgrado, 22 de agosto de 1982) é um jogador de polo aquático sérvio, campeão olímpico.

## Carreira

### Jogos Olímpicos
Gocić fez parte dos elencos bronze olímpicos de Pequim 2008 e Londres 2012. Em 2016 integrou a equipe da Sérvia medalha de ouro nos Jogos do Rio de Janeiro.

## Títulos

### Clubes
VK Partizan
- Campeonato Nacional Sérvio: 2008–09, 2009–10
- Copa Nacional da Sérvia: 2008–09, 2009–10
- Eurointer League: 2010